# Hemithyrsocera soror
Hemithyrsocera soror es una especie de cucaracha del género Hemithyrsocera, familia Ectobiidae.

## Distribución
Esta especie se encuentra en Indonesia (isla de Java y Célebes).